# Kommunallandtag Kassel

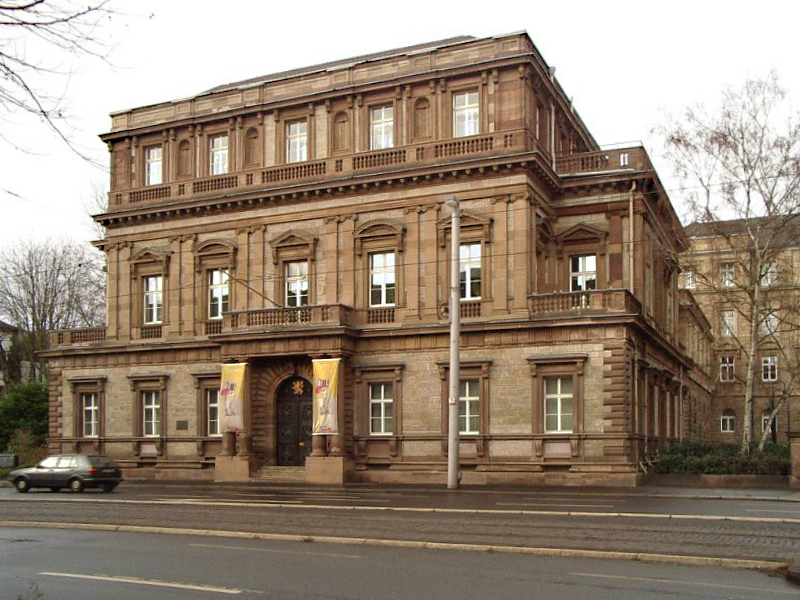
Ständehaus in Kassel

Der Kommunallandtag Kassel (weitere Bezeichnung: Kurhessischer Kommunallandtag) war eine Volksvertretung in der preußischen Provinz Hessen-Nassau. Sie war unterhalb der Ebene des Provinziallandtags der Provinz Hessen-Nassau angesiedelt und bestand zwischen 1868 und 1933 im Regierungsbezirk Kassel. Die Wahlperiode dauerte sechs Jahre und die Anzahl der Abgeordneten leitete sich von der Bevölkerungszahl ab.

## Geschichte
Während im Königreich Preußen je Provinz ein Provinziallandtag gebildet wurde, wurden in der Provinz Hessen-Nassau nach der Annexion des Herzogtums Nassau, des Kurfürstentums Hessen und der Freien Reichsstadt Frankfurt für jedes der drei Gebiete jeweils ein Kommunallandtag gebildet:
- der Kommunallandtag Kassel,
- der Kommunallandtag Wiesbaden (auch Nassauischer Kommunallandtag) und
- der Kommunalständische Verband Frankfurt.

Der Kommunalständische Verband Frankfurt existierte bis zur Neuordnung durch die Provinzialordnung für die Provinz Hessen-Nassau vom 8. Juni 1885 und wurde dem Kommunalverband Wiesbaden zugeschlagen.

## Zusammensetzung
Der erste Kommunallandtag bestand aus 64 Mitgliedern und knüpfte in seiner Zusammensetzung an die ständische Vertretung des Kurfürstentums Hessen an. Die erste Sitzung fand am 25. Oktober 1868 im Ständehaus in Kassel statt. Der Versammlungsort wurde bis zur Auflösung des Kommunallandtags 1933 beibehalten. An der Größe des Kommunallandtags änderte sich bis zur Neuordnung durch die Provinzialordnung für die Provinz Hessen-Nassau vom 8. Juni 1885 nichts; aber die Kreise im Regierungsbezirk bildeten nunmehr den „Bezirksverband Kassel“, einen höheren Kommunalverband, der im Regierungsbezirk diejenigen Aufgaben übernahm, die in anderen preußischen Provinzen der Provinzialverband erfüllte. Erst im folgenden Kommunallandtag von 1886 verringerte sich die Abgeordnetenzahl auf 55.

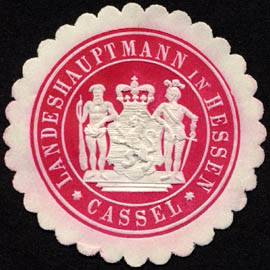
Landeshauptmann in Hessen – Siegelmarke

Die Abgeordneten wählten den Bezirksausschuss als Regierung des Bezirksverbands, an dessen Spitze den Landesdirektor in Hessen. Die Abgeordneten wurden bis 1920 indirekt gewählt. Erst nach der Verabschiedung des Gesetzes betr. die Wahlen zu den Provinziallandtagen und zu den Kreistagen vom 3. Dezember 1920 fanden allgemeine, gleiche, geheime und unmittelbare Wahlen der Abgeordneten statt.
Mit der Eingliederung des Freistaates Waldeck in die Provinz Hessen-Nassau am 1. April 1929 fanden im Juni 1929 Ergänzungswahlen zum Kommunallandtag statt.
Die 65. Versammlung des Kommunallandtages am 5. April 1933 war die letzte. Danach wurde der Kommunallandtag mit dem Gesetz über die Übertragung von Zuständigkeiten der Provinzial-(Kommunal-)landtage, der Verbandsversammlung des Ruhrkohlenbezirks und der Kreistage auf die Provinzial-(Landes-)ausschüsse, den Verbandsausschuß und die Kreisausschüsse vom 17. Juli 1933 aufgelöst.

## Wahlergebnisse
Für den Kommunallandtag Kassel fand die erste direkte Wahlen am 21. Februar 1921 statt. Die letzte Wahl war am 12. März 1933.
| Wahlergebnisse für den Kommunallandtag Kassel in Prozent |     |      |      |     |         |     |      |        |      |       |                 |                   |
|                                                          | KPD | USPD | SPD  | DDP | Zentrum | DVP | DNVP | Bürger | DR   | NSDAP | Wahlbeteiligung | Ungültige Stimmen |
| 21.02.1921                                               | 4,8 | 2,7  | 34,8 | 7,4 | 13,7    | 3,3 | 3,4  | –      | 29,9 | –     | –               | 1,8               |
| 29.11.1925                                               | 6,7 | –    | 33,1 | 5,6 | 14,9    | –   | –    | 6,2    | 33,5 | –     | –               | –                 |
| 17.11.1929                                               | 6,5 | –    | 32,8 | 4,7 | 13,0    | 3,2 | –    | 5,5    | 27,9 | 06,3  | –               | –                 |
| 12.03.1933                                               | 7,0 | –    | 21,2 | 0,9 | 10,9    | –   | 7,5  | –      | –    | 52,6  | –               | –                 |

Daraus ergaben sich folgende Sitzverteilungen:
| Sitzverteilung für den Kommunallandtag Kassel |     |      |     |     |         |     |      |        |    |       |           |
|                                               | KPD | USPD | SPD | DDP | Zentrum | DVP | DNVP | Bürger | DR | NSDAP | Insgesamt |
| 05.10.1920                                    | 0   | 4    | 19  | 8   | 9       | 0   | 12   | –      | 11 | –     | 63        |
| 21.02.1921                                    | 2   | 1    | 18  | 4   | 7       | 2   | 02   | –      | 16 | –     | 52        |
| 29.11.1925                                    | 3   | –    | 15  | 3   | 7       | –   | 0–   | 0      | 15 | –     | 43        |
| 17.11.1929                                    | 3   | –    | 15  | 2   | 6       | 2   | 0–   | 3      | 11 | 03    | 45        |
| 12.03.1933                                    | 3   | –    | 09  | 0   | 5       | –   | 03   | –      | –  | 23    | 43        |

## Vorsitzende
Während der Kommunallandtag Kassel bestand, hatten neun Personen den Vorsitz inne. Alexander von Keudell war in der Zeit von 1918 bis 1932 drei Mal Vorsitzender des Kommunallandtages.
- Carl Sigismund Freiherr Waitz von Eschen (Konstituierender Vorsitz) 1868–1871
- Ferdinand von Schutzbar 1872–1890
- Hans von der Malsburg 1890–1899
- Karl Rabe von Pappenheim 1899–1917
- Alexander von Keudell 1918–1919
- Eduard Harnier 1919
- Georg Antoni 1920
- Alexander von Keudell 1921–1929
- Franz Becker 1930
- Alexander von Keudell 1931–1932
- Karl Patry 1933